# Варіаційний метод (квантова механіка)
Варіаційний метод — непертурбативний метод наближеного розв'язку складної математичної задачі шляхом її зведення до задачі знаходження мінімуму певного функціоналу. Зазвичай варіаційний метод використовується в квантовій механіці для наближеного розв'язку рівняння Шредінгера та оцінки енергії основного стану й деяких збуджених станів, та ґрунтується на варіаційному принципі. Це дозволяє розраховувати наближені хвильові функції, наприклад, такі, як молекулярні орбіталі.
Метод полягає у виборі певної пробної функції, що залежить від одного або декількох параметрів, та знаходженні таких значень цих параметрів, за яких обраний функціонал матиме мінімум. У квантовій механіці це відповідатиме мінімально можливій середній енергії. Таким чином, пробна хвильова функція із отриманими фіксованими значеннями параметрів і буде шуканою апроксимацією істинної хвильової функції основного стану, а отримане середнє значення енергії — верхньою границею енергії основного стану. Варіаційний метод є досить потужним методом, який працює і при розв’язуванні задач, для яких стандартна теорія збурень незастосовна, і використовується, зокрема, у методі Ріца та методі Гартрі — Фока.

## Квантова механіка
Стан квантовомеханічної системи визначається хвильовою функцією, яку знаходять із стаціонарного рівняння Шредінгера
{\displaystyle {\hat {H}}\psi =E\psi },
де {\displaystyle {\hat {H}}} — гамільтоніан системи.
В загальному випадку великого числа часток (три в квантовій механіці частки уже багато) розв'язати рівняння Шредінгера аналітично і
навіть чисельно, не використовуючи додаткових наближень, неможливо.
Функціонал
{\displaystyle \langle \psi |{\hat {H}}|\psi \rangle =\int \psi ^{*}{\hat {H}}\psi d\tau },
де інтегрування проводиться по всьому координатному простору, а ψ — довільна функція всіх змінних системи, має мінімальне значення при певній функції {\displaystyle \psi _{0}}, яка відповідає основному стану системи і є розв'язком рівняння Шредінгера.
Варіаційний метод полягає в тому, щоб використати для розв'язку якусь пробну функцію змінних системи {\displaystyle \phi (\lambda _{i})\,}, залежну від
декількох параметрів {\displaystyle \lambda _{i}}, яка задовільняла б умові нормування
{\displaystyle \langle \phi |\phi \rangle =1}.
В такому випадку застосування методу невизначених множників Лагранжа дає функцію (уже не функціонал)
{\displaystyle \Phi (\lambda _{i},E)=\int \phi ^{*}(\lambda _{i}){\hat {H}}\phi (\lambda _{i})d\tau -E\int \phi ^{*}(\lambda _{i})\phi (\lambda _{i})d\tau }
параметрів {\displaystyle \lambda _{i}} і додаткового параметру E.
Мінімум цього функціоналу щодо усіх параметрів {\displaystyle \lambda _{i}} визначає наближення до енергії основного стану системи.
Цей мінімум знаходять із системи рівнянь
{\displaystyle {\frac {\partial \Phi (\lambda _{i},E)}{\partial \lambda _{j}}}=0},
враховуючи умову нормування, або будь-яким іншим способом мінімізації.
Варіаційний метод дає найкраще наближення до енергії основного стану для даної форми пробної функції. При вдало вибраній пробній функції
це наближення може бути доволі точним, незначно відрізняючись від того, що спостерігається на експерименті. Вдало вибрана пробна функція
дозволяє також робити якісні висновки про поведінку квантовомеханічної системи.
Вибір пробної функції є певним мистецтвом. Здебільшого при цьому опираються на певні фізичні уявлення про поведінку системи. Збільшення числа параметрів у пробній функції дозволяє покращити результат, але ускладнює задачу, а іноді може призвести до відшукання хибного локального мінімуму.

## Основний стан атома гелію
Атом гелію складається з двох електронів із масою {\displaystyle m} та електричним зарядом {\displaystyle -e} та ядра із масою {\displaystyle M\gg m} та електричним зарядом {\displaystyle +2e}. Гамільтоніан такої системи, якщо знехтувати тонкою структурою, має такий вигляд:
{\displaystyle H=-{\frac {\hbar ^{2}}{2m}}(\nabla _{1}^{2}+\nabla _{2}^{2})-{\frac {e^{2}}{4\pi \varepsilon _{0}}}\left({\frac {2}{r_{1}}}+{\frac {2}{r_{2}}}-{\frac {1}{|\mathbf {r} _{1}-\mathbf {r} _{2}|}}\right),}
де {\displaystyle \hbar } — зведена стала Планка, {\displaystyle \varepsilon _{0}} — електрична стала, {\displaystyle r_{i}} — відстань між ядром та і-им електроном.
Якщо прибрати останній член (який позначимо {\displaystyle V_{ee}}) у виразі для гамільтоніану, що описує міжелектронну взаємодію, то такий гамільтоніан розпадеться на дві незалежні частини, кожна з яких описуватиме водневоподібний атом із зарядом ядра {\displaystyle +2e}. Енергія основного стану в такому випадку дорівнюватиме {\displaystyle 8E_{1}=-109\;{\mbox{eV}}}, де {\displaystyle E_{1}} дорівнює сталій Рідберґа, а хвильова функція дорівнюватиме добутку двох хвильових функцій основного стану водневоподібного атома:
{\displaystyle \psi _{0}(\mathbf {r} _{1},\mathbf {r} _{2})={\frac {Z^{3}}{\pi a_{0}^{3}}}e^{-Z(r_{1}+r_{2})/a_{0}},}
де {\displaystyle a_{0}} — борівський радіус, а {\displaystyle Z=2} — заряд ядра атома гелію. Тоді середнє значення повного гамільтоніана {\displaystyle H} (із врахуванням міжелектронної взаємодії {\displaystyle V_{ee}}), яке розраховано у стані {\displaystyle \psi _{0}}, буде верхньою границею енергії його дійсного основного стану:
{\displaystyle \langle H\rangle =8E_{1}+\langle V_{ee}\rangle =8E_{1}-{\frac {5}{2}}E_{1}=-75\;{\mbox{eV}}.}
Різниця між верхньою границею та дійсною енергією основного стану може бути зменшена із використанням кращої пробної хвильової функції із змінними параметрами. Наприклад, кожний електронний заряд можна розглядати як заряд ядра, що частково екранується іншим електроном, тому можна використати пробну функцію, що описує певний «ефективний» ядерний заряд {\displaystyle Z}. У такому стані середнє значення повного гамільтоніана дорівнюватиме:
{\displaystyle \langle H\rangle =\left[-2Z^{2}+{\frac {27}{4}}Z\right]E_{1},}
де мінімум досягається за {\displaystyle Z=27/16\approx 1{,}69}. Підставляючи отримане значення {\displaystyle Z} до виразу середнього значення повного гамільтоніана, маємо енергію основного стану {\displaystyle {\frac {729}{128}}E_{1}=-77{,}5\;{\mbox{eV}}}, що відрізняється на 2% від експериментального значення {\displaystyle -78{,}975\;{\mbox{eV}}}.
Точність розрахунків може бути збільшена із використанням більш складних пробних функцій із більшою кількістю параметрів, як, наприклад, у варіаційному методі Монте-Карло, що використовується у фізичній хімії.

## Виноски
1. 1 2  Вакарчук І. О. Квантова механіка. — 4-е видання, доповнене. — Л. : ЛНУ ім. Івана Франка, 2012. — С. 450-451. — ISBN 978-966-613-921-7.
2. ↑  Sommerfeld T. Lorentz Trial Function for the Hydrogen Atom: A Simple, Elegant Exercise // J. Chem. Educ. — 2011. — Т. 88. — С. 1521-1524.
3. ↑  Griffiths D. J. Introduction to Quantum Mechanics. — Prentice Hall, 1995. — С. 262. — ISBN 0-13-124405-1.
4. ↑  Drake G. W. F., Van Z.-C. Variational eigenvalues for the S states of helium // Chem. Phys. Lett. — 1994. — Т. 229. — С. 486-490.